# Helga Schniewind
Helga Schniewind (* 11. November 1926 in Borntin, Hinterpommern) ist eine ehemalige deutsche Kommunalpolitikerin (FDP). Sie war von 1979 bis 1984 Bürgermeisterin der Stadt Heiligenhaus.

## Leben
Schniewind wuchs auf einem Gut in Pommern auf und machte dort Abitur. Ihr ursprüngliches Berufsziel Tierärztin konnte sie durch die Vertreibung aus Pommern nicht erfüllen. Nach dem Krieg kam sie nach Heiligenhaus und war dort zunächst als Übersetzerin tätig. 1953 heiratete sie und gebar in den Folgejahren fünf Söhne.
1974 trat sie in die FDP Heiligenhaus ein und wurde noch im selben Jahr in den Stadtrat gewählt und stellvertretende Bürgermeisterin. Ihre Schwerpunktthemen waren Jugendhilfe, Schule, Sport, Gesundheit. Ab September 1979 war sie in der Nachfolge von Felix Wittmann als erste Frau Bürgermeisterin der Stadt. Dieses Ehrenamt bekleidete sie über eine Wahlperiode bis 1984, blieb aber auch danach bis in hohe Alter kommunalpolitisch aktiv. Dem Stadtrat gehörte sie noch bis 1996 an.